# Jan Janků (politický vězeň)
Jan Janků (3. července 1921 Hanušovice – 26. ledna 2019) byl politický vězeň, odsouzený v červenci roku 1950 v souvislosti s likvidací ozbrojené odbojové skupiny Světlana Jeseník, se kterou byl zadržen v květnu 1949 při pokusu o opuštění republiky, na 20 let těžkého žaláře (propuštěn byl v prosinci 1957). Celý život pracoval s mládeží v rámci organizace Junák, TOM či ROH. Po roce 1989 se stal aktivním členem Konfederace politických vězňů. Dne 28. října 2010 mu byl propůjčen řád Tomáše Garrigua Masaryka II. stupně. V roce 2018 mu bylo uděleno nejvyšší české skautské vyznamenání Řád stříbrného vlka.

## Život
Narodil se v rodině železničáře. V roce 1936 se stal skautem. Po ztrátě československého pohraničí v roce 1938 byla rodina odsunuta do Vrbátek. Vystudovav obchodní akademii, byl posléze zaměstnán v továrně na cukrovinky. V roce 1941 byl nuceně nasazen ve Vratislavi, kde podle vlastních vzpomínek přešel brzy z práce ve zbrojní továrně dělat tlumočníka feldvéblovi SS. Později se vrátil zpět do protektorátu, získal falešné dokumenty a potvrzení o neschopnosti práce v Říši a poté opět ochází do Říše a pak přechází na území nacisty okupované Francie. Po porážce nacistů pracuje ve Francii jako řidič UNRRA. Do Československa se vrátil v roce 1946 a opět se zapojil do skautského hnutí jako vedoucí.
V květnu 1949 byl v souvislosti s likvidací odbojové skupiny Světlana (jejímž členem ovšem ve skutečnosti nebyl) zatčen při pokusu o přechod státních hranic. Více než rok strávil ve vyšetřovací věznici v Uherském Hradišti, kde byl podle svého tvrzení vyšetřován Antonínem Višenkou a Aloisem Grebeníčkem.
Podle publikovaného medailonku ÚSTR ovšem J. Janků A. Grebeníčka "osobně nezažil". V červenci 1950 byl odsouzen na 20 let. Poté rok pracoval jako chodbař v Uherském Hradišti, ale většinu trestu si pak odpykával ve věznici Mírov, kde byl mj. v roce 1957 svědkem smrti Jánose Esterházyho; v této souvislosti obdržel v březnu 2011 maďarský Zlatý kříž za zásluhy. V prosinci 1957 byl propuštěn; poté pracoval až do důchodu jako železničář a dle medailonku publikovaného ÚSTR byl pod dohledem "tolerantního estebáka" a pracoval jako vedoucí turistických oddílů mládeže a 26 let vedl dětské tábory ROH.